# Wilde vijgenboom

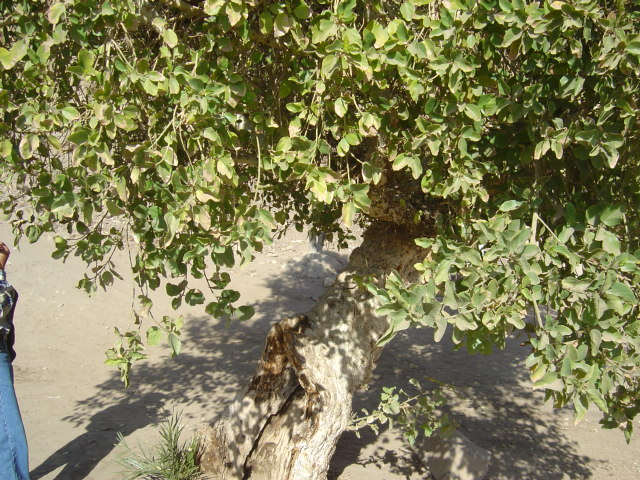
Bladeren

De Wilde vijgenboom of Egyptische vijgenboom (Ficus sycomorus) is een plant uit de moerbeifamilie (Moraceae) die al sinds de Oudheid wordt gekweekt. Andere namen voor deze plant zijn de sycamorevijg of de vijgenmoerbei (omdat de bladeren op die van de moerbei lijken), sycamore, of sycomore. De naam sycamore werd gebruikt voor een hele variatie van planten.

## Kenmerken
De plant wordt tot 20 m hoog en tot 6 m breed en heeft een dichte ronde kruin van zich uitspreidende takken. De bladeren zijn hartvormig met een ronde apex, 14 × 10 cm groot en spiraalsgewijs rond de twijg geschikt. Ze zijn donkergroen aan de bovenzijde en lichter groen met prominente gele nerven aan de onderzijde. Beide kanten voelen ruw aan. De bloemknop is 0,5–3 cm lang en behaard. De vrucht is een grote eetbare vijgachtige vrucht, 2–3 cm in diameter, rijpend van grauwgroen naar geel of rood. Ze worden in dikke trossen gedragen aan lange twijgen of in de bladoksel. Bloei en vruchtzetting gaan het hele jaar door met pieken van juli tot december. De bast is groengeel tot oranje en bladdert af in papierachtige stroken waaronder de gele binnenbast zichtbaar wordt. Zoals alle andere Ficus-soorten bevat deze latex.

## Habitat en verspreiding
Wilde vijgenboom is afkomstig uit Afrika ten zuiden van de Sahel en ten noorden van de Kreeftskeerkring, met uitsluiting ook van het centraalwestelijk regenwoud. De plant groeit tevens van nature op het zuidelijk Arabisch Schiereiland en op sommige plaatsen op Madagaskar en werd geïntroduceerd in de Levant en in het Oude Egypte. In zijn oorspronkelijke habitat wordt deze boom meestal aangetroffen op voedingsrijke bodem langs rivieren, maar ook in gemengd bos.

## Toepassing
De plant is in het Nabije Oosten een belangrijke boom met uitgebreide toepassing. Door de wijdvertakte kroon levert hij aangename schaduw. De Oude Egyptenaren kweekten bijna uitsluitend deze soort volgens Zohary en Hopf. Resten van de plant worden al aangetroffen in predynastieke archeologische lagen en zijn talrijk van het begin van het 3e millennium v.Chr. af. Zohary en Hopf melden dat "de vrucht en het hout, en soms zelfs de twijgen, rijkelijk aanwezig zijn in de graven van het Oude, Midden en Late Rijk. In veel gevallen dragen de gedroogde syconen karakteristieke kerfsporen "hetgeen erop wijst dat deze techniek, die de rijping bevordert, in de Oudheid in Egypte werd toegepast." Alhoewel deze soort vijg de aanwezigheid vereist van de symbiotische wesp Ceratosolen arabicus om zich geslachtelijk voort te planten, terwijl dit insect in Egypte is uitgestorven, twijfelen Zohay en Hopf er niet aan dat Egypte "het belangrijkste gebied voor de ontwikkeling van de Sycomore vijg was." Sommige kisten van mummies in Egypte zijn van het hout van deze boom gemaakt.